# Ummeliata angulituberis
Ummeliata angulituberis är en spindelart som först beskrevs av Ryoji Oi 1960.  Ummeliata angulituberis ingår i släktet Ummeliata och familjen täckvävarspindlar. Inga underarter finns listade i Catalogue of Life.